# Ottorino Volonterio
Ottorino Volonterio (ur. 7 grudnia 1917 w Orselinie, zm. 10 marca 2003 w Lugano) – szwajcarski kierowca wyścigowy.
Z pochodzenia szlachcic, przez wiele lat był prawnikiem w Locarno, zanim zaczął amatorsko ścigać się samochodami sportowymi Maserati, zdobywając między innymi drugie miejsce w wyścigu Coupe de Paris w Montlhéry w 1955 roku. Wystartował w trzech wyścigach Formuły 1, ale bez sukcesów. Ścigał się do 1973 roku.

## Wyniki w Formule 1
| Legenda oznaczeń w tabelach wyników Wyświetl szablon na nowej stronie | Legenda oznaczeń w tabelach wyników Wyświetl szablon na nowej stronie                                                                     |
| Oznaczenie                                                            | Wyjaśnienie |
| --------------------------------------------------------------------- | --- |
| Złoty                                                                 | Zwycięzca lub mistrzostwo |
| Srebrny                                                               | 2. miejsce lub wicemistrzostwo |
| Brązowy                                                               | 3. miejsce lub II wicemistrzostwo |
| Zielony                                                               | Ukończył, punktował (w klasyfikacji generalnej, gdy zdobył co najmniej jeden punkt na przestrzeni sezonu, poza trzema powyższymi opcjami) |
| Niebieski                                                             | Ukończył, nie punktował (w klasyfikacji generalnej, gdy nie zdobył co najmniej jednego punktu na przestrzeni sezonu)                      |
| Czerwony                                                              | Nie zakwalifikował się (NZ) |
| Czerwony                                                              | Nie prekwalifikował się (NPK) |
| Różowy                                                                | Nie ukończył (NU) |
| Różowy                                                                | Niesklasyfikowany (NS) (w klasyfikacji generalnej, gdy nie został sklasyfikowany w żadnym wyścigu sezonu)                                 |
| Czarny                                                                | Zdyskwalifikowany (DK) |
| Czarny                                                                | Wykluczony (WYK/EX) |
| Biały                                                                 | Nie wystartował (NW) |
| Biały                                                                 | Kontuzjowany (K/INJ) |
| Biały                                                                 | Wyścig odwołany (OD/C) |
| Bez koloru                                                            | Został wycofany (WYC/WD) |
| Bez koloru                                                            | Nie przybył (NP/DNA) |
| Bez koloru                                                            | Nie brał udziału w treningach (NT/DNP) |
| Bez koloru                                                            | Nie został zgłoszony (–) |
| Pogrubienie                                                           | Start z pole position |
| Kursywa                                                               | Najszybsze okrążenie wyścigu |
| †                                                                     | Nie ukończył, ale jego rezultat został zaliczony ze względu na przejechanie więcej niż 90% dystansu wyścigu.                              |
| *                                                                     | Sezon w trakcie |
| 1/2/3                                                                 | Punktowana pozycja w sprincie kwalifikacyjnym                                                                                             |
| Lista systemów punktacji Formuły 1                                    | |

| Rok  | Zespół               | Samochód            | Silnik   | Wyniki w poszczególnych eliminacjach | Wyniki w poszczególnych eliminacjach | Wyniki w poszczególnych eliminacjach | Wyniki w poszczególnych eliminacjach | Wyniki w poszczególnych eliminacjach | Wyniki w poszczególnych eliminacjach | Wyniki w poszczególnych eliminacjach | Wyniki w poszczególnych eliminacjach | Wyniki w poszczególnych eliminacjach | Msc. | Pkt. |
| ---- | -------------------- | ------------------- | -------- | ------------------------------------ | ------------------------------------ | ------------------------------------ | ------------------------------------ | ------------------------------------ | ------------------------------------ | ------------------------------------ | ------------------------------------ | ------------------------------------ | ---- | ---- |
| 1954 |                      |                     |          | ARG                                  | 500                                  | BEL                                  | FRA                                  | GBR                                  | DEU                                  | SUI                                  | ITA                                  | ESP                                  | NS   | 0    |
| 1954 | Baron de Graffenried | Maserati 250F       | Maserati | -                                    | -                                    | -                                    | -                                    | -                                    | -                                    | -                                    | -                                    | NU1                                  | NS   | 0    |
| 1956 |                      |                     |          | ARG                                  | MCO                                  | 500                                  | BEL                                  | FRA                                  | GBR                                  | DEU                                  | ITA                                  |                                      | NS   | 0    |
| 1956 | Ottorino Volonterio  | Maserati A6GCM/250F | Maserati | -                                    | -                                    | -                                    | -                                    | -                                    | -                                    | NU                                   | -                                    |                                      | NS   | 0    |
| 1957 |                      |                     |          | ARG                                  | MCO                                  | 500                                  | FRA                                  | GBR                                  | DEU                                  | PES                                  | ITA                                  |                                      | 39   | 0    |
| 1957 | Ottorino Volonterio  | Maserati 250F       | Maserati | -                                    | -                                    | -                                    | -                                    | -                                    | -                                    | -                                    | 112                                  |                                      | 39   | 0    |

1 – samochód współdzielony z Emmanuelem de Graffenriedem.
2 – samochód współdzielony z André Simonem.